# آلت نری سگ‌سانان

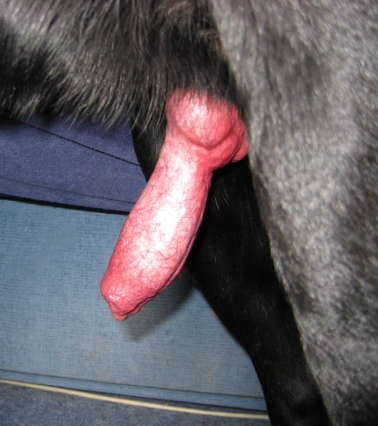
آلت تناسلی سگ

آلت نری سگ‌سانان دستگاه تناسلی سگ‌سانان نر است که بیضه‌ها که در کیسه بیضه قرار گرفته‌اند اسپرم تولید می‌کنند که در وزیکول سمینال ذخیره می‌گردد و در حین مقاربت انزال می‌شود. غدهٔ پروستات یک مایع مغذی را ترشح می‌کند که برای زنده نگاه داشتن اسپرم‌ها با آنها مخلوط می‌شود.